# Lippershey (cráter)
Lippershey es un cráter de impacto lunar relativamente pequeño, localizado en la sección sureste del Mare Nubium. Se trata de un elemento circular, con forma de copa y rodeado por el mar lunar. Lippershey se encuentra al noreste del cráter Pitatus.

## Cráteres satélite
Por convención estos elementos son identificados en los mapas lunares poniendo la letra en el lado del punto medio del cráter que está más cercano a Lippershey.
|            | \| Lippershey \| Coordenadas \| Diámetro \| \| ---------- \| ------------------------------ \| -------- \| \| K \| 26°42′S 11°24′O / -26.7, -11.4 \| 2 km \| \| L \| 25°42′S 11°42′O / -25.7, -11.7 \| 3 km \| \| M \| 24°18′S 10°54′O / -24.3, -10.9 \| 2 km \| \| N \| 24°30′S 9°30′O / -24.5, -9.5 \| 3 km \| \| P \| 26°18′S 8°18′O / -26.3, -8.3 \| 2 km \| \| R \| 26°36′S 10°06′O / -26.6, -10.1 \| 4 km \| \| T \| 25°12′S 11°06′O / -25.2, -11.1 \| 5 km \| |          |
| Lippershey | Coordenadas | Diámetro |
| K          | 26°42′S 11°24′O / -26.7, -11.4 | 2 km     |
| L          | 25°42′S 11°42′O / -25.7, -11.7 | 3 km     |
| M          | 24°18′S 10°54′O / -24.3, -10.9 | 2 km     |
| N          | 24°30′S 9°30′O / -24.5, -9.5 | 3 km     |
| P          | 26°18′S 8°18′O / -26.3, -8.3 | 2 km     |
| R          | 26°36′S 10°06′O / -26.6, -10.1 | 4 km     |
| T          | 25°12′S 11°06′O / -25.2, -11.1 | 5 km     |

## Referencias

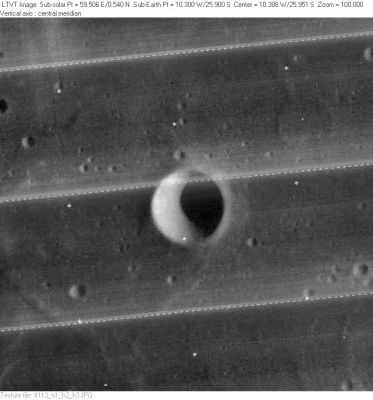
Otra fotografía de la misión Lunar Orbiter 4